# Hans Brecht
Hans Brecht (* 3. November 1923 in Hamburg; † 24. Januar 2007 ebenda) war ein deutscher Journalist, Redakteur und Regisseur.

## Leben
Brecht studierte Jura (1946 bis 1950) und war anschließend in Generalkonsulaten der USA in Bad Godesberg und Hamburg tätig.
Ab 1961 war er beim NDR in der Hauptabteilung Fernsehspiel tätig, ab 1963 stellvertretender Leiter der Abteilung Dokumentarfilmer (Operation Gomorrha, Besiegt, befreit, besetzt) sowie Interviewer zahlreicher namhafter Filmschaffender. 
Er war außerdem Leiter der Redaktion Film und Theater des NDR Fernsehens. Sein 1983 von ihm gedrehter Dokumentarfilm Operation Gomorrha über die Zerstörung Hamburgs 1943 wurde breit rezipiert.
Er war an der Produktion zahlreicher weiterer Dokumentarfilme beteiligt. 1988 ging er in den Ruhestand.
Hans Brecht ruht in der Familiengrabstätte auf dem Friedhof Ohlsdorf.